# ۵-فرمامیدوایمیدازول-۴-کربوکسامید ریبوتید
۵-فرمامیدوایمیدازول-۴-کربوکسامید ریبوتید (به انگلیسی: 5-Formamidoimidazole-4-carboxamide ribotide) با فرمول شیمیایی C۱۰H۱۵N۴O۹P یک ترکیب شیمیایی با شناسه پاب‌کم ۱۶۶۷۶۰ است. که جرم مولی آن 366.22 g/mol می‌باشد. 